# Камышный (Ростовская область)
Камы́шный — хутор в Константиновском районе Ростовской области.
Входит в состав Богоявленского сельского поселения.

## История
Находясь в составе Области Войска Донского, на хуторе существовала Михайло-Архангельская церковь.

## Население
| 2010 |
| ---- |
| 420  |

## Улицы
- Аэродромная
- Дальняя
- Мира
- Новая
- Садовая
- Центральная

## Инфраструктура
- ЗАО «Восход» — растениеводство, животноводство.
- С 15 мая 2009 года действует детский сад «Колобок».

## Достопримечательности
На хуторе находится памятник погибшим в Великой Отечественной войне — из меди в виде скульптуры высотой 2,20 м. Памятник представляет собой фигуру скорбящей матери, стоящей с ребёнком. Женщина-мать приложила левую руку к сердцу, правую руку положила на плечо мальчика. Пьедестал изготовлен из кирпича, оштукатурен цементным раствором, на котором закреплены две мемориальные доски.
Рядом с памятником расположен постамент с мемориальными досками, на которых нанесены фамилии погибших воинов. Всего в братской могиле захоронено 65 человек.